# 巴尔德丰特斯德尔帕拉莫
巴尔德丰特斯德尔帕拉莫，是西班牙卡斯蒂利亚-莱昂莱昂省的一个市镇。 总面积24平方公里，总人口458人（2001年），人口密度19人/平方公里。